# Chrysso pulchra
Chrysso pulchra là một loài nhện trong họ Theridiidae.
Loài này thuộc chi Chrysso. Chrysso pulchra được Eugen von Keyserling miêu tả năm 1891.